# Баничі (Хорватія)
42°47′ пн. ш. 17°51′ сх. д. / 42.79° пн. ш. 17.85° сх. д.
Баничі (хорв. Banići) — населений пункт у Хорватії, у Дубровницько-Неретванській жупанії у складі громади Дубровачко Примор'є.

## Населення
Населення за даними перепису 2011 року становило 139 осіб.
Динаміка чисельності населення поселення: